# Дулис, Димитриос
Димитриос Н. Дулис (греч. Δημήτριος Ν. Δούλης; 1865, Нивица Агии Саранта Османская империя — 6 апреля 1928, Афины Греция) — греческий офицер, уроженец Северного Эпира, военный министр временного правительства Автономной республики Северного Эпира (1914).

## Детство и молодость
Димитриос Дулис родился в 1865 году в греческом:62 селе Нивица округа Агии Саранта Северного Эпира, находившегося ещё под османским контролем, в семье Николаоса Дулиса. Приходился правнуком участнику Освободительной войны Греции (1821—1829), «капитану» Кицосу Дулису.
Начальное образование получил в столице Эпира, городе Янина.
Учёбу в гимназии продолжил уже на территории Греческого королевства, на острове Керкира.

## Армия
Димитриос Дулис Вступил добровольцем в греческую армию 22 июля 1883 года. Будучи выпускником гимназии, был зачислен в армию в звании капрала.
В 1886 году принял участие в пограничных столкновениях между Грецией и Османской империей.
20 августа 1888 года окончил школу унтер-офицеров и получил звание младшего лейтенанта пехоты. 19 апреля 1896 года был повышен в звание лейтенанта.
В 1897 году, будучи адъютантом командира 10-го пехотного полка, принял участие в странной и непродолжительной греко-турецкой войне, в операциях в регионе Арты.
Был повышен в звание капитана второго класса 31 декабря 1904 года, капитана первого класса 18 января 1907 года и в звание майора 18 сентября 1912 года, соответственно в боевых частях 10-го, 7-го и 15-го пехотных полков и 2-го гвардейского батальона эвзонов.
Будучи уже в звании майора, принял участие в Первой Балканской войне (1912—1913), возглавляя 3-й батальон 15-го пехотного полка, в следующих сражениях: при Грибово, при Никополе (возглавляя свой батальон освободил город Превеза), при Варлааме, при Бурача, при Песта, при Кулиа Али паша, при Бизани и в последнем и победном наступлении на Янина.
После освобождения греческой армией города Аргирокастро, Северный Эпир 3 марта 1913 года, был назначен первым комендантом города, до перевода полка 21 марта 1913 года, в Клисуру Северного Эпира.

## Вторая Балканская война
Неудовлетворённая результатами войны против осман и переоценив свои силы, Болгария начала в июне 1913 года войну против своих бывших союзников, Сербии и Греции.
Греческая армия нанесла поражение болгарам в Битве под Килкисом (19-21 июня) и продолжила наступление в направлении болгарской столицы и завершила войну последним сражением в Кресненском ущелье (8-18 июля 1913) в 90 км от Софии. 15-й пехотный полк, в котором служил Дулис, был переброшен на болгарский фронт в начале июня.
В сражении при Неврокопе, 5 июля 1913 года, возглавляя свой батальон располагавшийся на крайнем правом фланге греческих позиций, Дулис сумел первым совершить атаку против болгар, вынудив их к бегству к Верхнему Неврокопу. Командир дивизии, генерал-лейтенант Наполеон Сотилис, отметил действия 3-го батальона Дулиса фразой «с такой армией мы дойдём до Константинополя». В сражении при Предел — Хан — Капатнике, 17 июля 1913 года, и возглавляя только 200 оставшихся в живых солдат полка — все остальные были убиты или ранены — Дулис сумел, после заката солнца, овладеть болгарскими позициями, чего не удавалось достигнуть в течение дня. В последней и победной, штыковой, атаке было убито 10 и ранено 17 бойцов, среди которых и сам Дулис, получивший ранение в грудь. Несмотря на своё ранение, Дулис не оставил поле боя, пока не дождался прибытия подкреплений, обеспечивших контроль над взятыми болгарскими позициями.
На следующий день, 18 июля 1913 года, было заключено перемирие
26 сентября 1913 года Дулис был повышен в звание подполковника и 14 октября 1913 года принял 26-й полк, который базировался в Аргирокастро. Назначение было произведено по собственной просьбе Дулиса, поскольку в тот период решалась судьба Северного Эпира и Дулис считал своей честью и обязанностью содействовать тому, чтобы Северный Эпир остался греческим.

## Борьба за Северный Эпир
1 (14) декабря 1913 года, протоколом подписанным во Флоренции, 6 европейских держав решили включить в создаваемое албанское государство весь Северный Эпир с Химарой, Агии Саранда, Аргирокастро, Коритсой и Премети. 1 (14) февраля 1914 года протокол был доведен до сведения греческого правительства. Греческое правительство, под давлением западных правительств и получив заверение, что будет признан греческий контроль над островами Эгейского моря, дало приказ армии оставить Северный Эпир.

Флаг Автономного Северного Эпира

Решение вызвало взрыв негодования греческого населения Северного Эпира, которое приняло решение сформировать своё правительство и войска, чтобы обеспечить свою автономию. Дулис подал в отставку из греческой армии и присоединился к автономистам.
Историографией отмечен разговор, который состоялся 19-20 февраля 1914 года, между Димитриосом Дулисом и генерал-майором Анастасиосом Папуласом, командующим 5-го корпуса армии Эпира. Папулас информировал Дулиса, что если греческие части в Северном Эпире не будут воздерживаться от военных действий, сам Дулис будет считаться дезертиром. Дулис отметил генералу, что он, как уроженец Северного Эпира, обязан бороться за своих братьев, приговорённых к игу более тираническому, нежели турецкое, и, таким образом, в силу неизбежной необходимости вынужден отступить от приказов Армии и короля.
После официального провозглашения Автономной Республики Северного Эпира, 1 марта 1914 года, он был назначен на пост Военного министра нового правительства:198. С первых же дней ему удалось сформировать армию 5000 добровольцев, и организовать части местной жандармерии (именуемые «Священные отряды»), чтобы обеспечить безопасность региона.
До 17 мая, когда был подписан Корфский протокол, силы эпирских автономистов удержали свои позиции и отразили все атаки албанских иррегулярных сил и жандармерии, которыми командовали голландские офицеры. «Великие державы» были вынуждены вступить в переговоры которые завершились подписанием Протокола Корфу 17 мая 1914 года. Протокол предоставлял режим автономии областям Аргирокастро и Корча.
С началом Первой мировой войны и с согласия Антанты, греческая армия вновь вступила в Северный Эпир. В качестве командующего армии Автономного Северного Эпира, Дулис передал Северный Эпир целым и неделимым греческой армии 14 октября 1914 года.

## Последние годы
2 мая 1915 года Дулис был повышен в звание полковника и принял командование Χ дивизией в Верии, Центральная Македония. Ушёл в отставку по собственной просьбе 6 мая 1915 года.
На парламентских выборах в Греции 31 мая 1915 года он был избран депутатом от нома Аргирокастрона Северного Эпира и стал членом военного комитета парламента
Его сын, Костакис Д. Дулис, сразу после окончания военного училища, в звании младшего лейтенанта, принял участие в Малоазийском походе греческой армии.
По окончании войны сын эмигрировал и умер в молодом возрасте в Александрии, в 1924 году.
К тому времени и в ходе Первой мировой войны, греческая армия была вынуждена вновь оставить Северный Эпир и занявшие его франко-итальянские союзники в очередной раз передали его Албании, которая вскоре нарушила обязательства по отношению к греческому населению, принятых правительством Албании перед Лигой Наций.
Димитриос Лулис умер от остановки сердца 4 апреля 1928 года в Калитея, Афины и был похоронен на Первом афинском кладбище.

## Память
Муниципалитет города Превеза почтил память майора Димитриоса Лулиса, командира 3-го батальона 15-го пехотного полка, который освободил город 21 октября 1912 года и стал его первым комендантом, дав его имя одной из улиц города.
Школа унтер-офицеров греческой армии с 2009 года начала традицию давать имена героев армии выпуску каждого года. Выпуск 2009 года получил имя Димитриса Дулиса.